# 科多尔尼斯
科多尔尼斯，是西班牙卡斯蒂利亚-莱昂塞戈维亚省的一个市镇。 总面积64平方公里，总人口463人（2001年），人口密度7人/平方公里。